# ブリマミド
ブリマミド（英: burimamide）とはヒスタミンH2受容体およびヒスタミンH3受容体のアンタゴニストである。初めて開発されたH2ブロッカーである。
生理的なpHではほとんどヒスタミンH2受容体アンタゴニストとして作用しないが、ヒスタミンH3受容体との親和性はヒスタミンH2受容体との親和性と比較して100倍以上である。ブリマミドはチオ尿素誘導体である。
ブリマミドは経口での効果が低かったため、改良して効力を10倍にしたメチアミドが開発されたが、副作用の問題があったため最終的にシメチジンが実用化されることとなる。　　　　